# Коксохимическая промышленность Украины
Коксохимическая промышленность Украины - часть металлургии.

## О промышленности
Это важное звено цепочки уголь-кокс-металл. Абсолютный лидер в производстве кокса и количестве коксовых батарей на КХЗ (коксохимических заводах) Украины - Донецкая область. Сырьём для коксохимической промышленности является коксующийся уголь, широко добываемый в Донецкой и Луганской областях. Побочные продукты производства кокса, в том числе фенол, широко используются на предприятиях химической промышленности области.

## Данные
Потребление топлива и электроэнергии
- коксохимия 8,1 % топлива и 2,8 % электроэнергии

## Производство
Крупнейшие центры коксового производства Украины: Донецк, Макеевка, Енакиево, Мариуполь, Алчевск, Авдеевка, Днепр, Кривой Рог, Харьков, Запорожье и Каменское. 
Крупнейшие производители кокса Донецкой области:
- Авдеевский коксохимический завод (уничтожен в 2022-2023 годах российскими обстрелами)
- Мариупольский коксохимический завод («Маркохим») — с 2005 года структурная единица комбината «Азовсталь» (уничтожен в 2022 году российскими обстрелами)
- Ясиновский коксохимический завод (оккупирован РФ)
- Макеевский коксохимический завод (оккупирован РФ)
- Енакиевский коксохимпром (оккупирован РФ)
- Донецкий коксохимический завод («Донецккокс») (оккупирован РФ)
- Горловский коксохимический завод (оккупирован РФ)
- Краматорский коксохимический завод (под контролем Украины)
- Дзержинский коксовый завод (под контролем Украины)

Луганская область
- Алчевский коксохимический завод (оккупирован РФ)

Крупнейшие производители кокса Днепропетровской области:
- ПАО «АрселорМиттал Кривой Рог» (бывшая ОАО «Криворожсталь»)
- ЕВРАЗ Днепродзержинский коксохимический завод
- ЕВРАЗ Баглейкокс